# اوه ونوس من
اوه ونوس من (کره‌ای: 오 마이 비너스; لاتین‌نویسی اصلاح‌شده: O Mai Bineoseu) یک مجموعهٔ تلویزیونی کره جنوبی سال ۲۰۱۵ با بازی سو جی سوب و شین مین آ است. این مجموعه از ۱۶ نوامبر ۲۰۱۵ تا ۵ ژانویه ۲۰۱۶، روزهای دوشنبه و سه‌شنبه ساعت ۲۱:۵۵ (کی‌اس‌تی) از کی‌بی‌اس۲ برای ۱۶ قسمت روی آنتن رفت.